# Eupsilia cirripalea
Eupsilia cirripalea är en fjärilsart som beskrevs av John G. Franclemont 1952. Eupsilia cirripalea ingår i släktet Eupsilia och familjen nattflyn. Inga underarter finns listade i Catalogue of Life.